# 巴尔金化
《巴尔金化》（Balkinization blog）是一个专注于《美利坚合众国宪法》、《美国宪法第一修正案》和其他公民自由问题的法律博客。在9·11事件之后的全球反恐战争中，该播客对布什政府在公民自由问题上批评态度。有中国大陆学者认为，《巴尔金化》是“一直是自由派法学在网络上的最大阵地”。
《巴尔金化》由耶鲁法学院美国宪法和第一修正案的奈特讲席教授（Knight Professor）杰克·巴尔金（Jack Balkin）于2003年1月13日创建。该博客域名为balkin.blogspot.com （页面存档备份，存于），截至2017年6月，它的累计访问量达1100万人次。